# Ólafsvík
Ólafsvík er en lille by i Island på den nordlige side af Snæfellsnes-halvøen. På et tidspunkt i det 17'ende og 18'ende århundrede, sejlede der handelsskibe mellem Ólafsvík og Danmark, og landsbyen var en af de større erhvervshavne i Island. Ólafsvík blev købstad, godkendt af den danske Konge og de danske myndigheder, i 1687.
Den er beliggende i den vestlige ende af Snæfellsnes-halvøen, på den nordlige kyst af halvøen. Den er på rute 54 mellem Grundarfjörður og Hellissandur. Ved 23 grader 42 minutter Vest, det er den vestligste bebyggelse af sin størrelse i Europa.[kilde mangler]
Den er administrativt placeret i den vestlige region og den er det administrative center for kommunen Hellissandur, som også omfatter de to små landsbyer Rif og Hellissandur.
Pr.  1. januar 2018 havde byen 970 indbyggere.

## Oversigt
Måske på grund af sin beliggenhed tæt på bugten i Breiðafjörður, var landsbyen den første i Island der blev gjort til købstad af Kongen af Danmark i det 17. århundrede. Ólafsvíks økonomi er baseret på fiskeri-industri og handel, samt levering af tjenester for landmændene i området.
Ólafsvíks omgivelser byder på mange muligheder for turister, såsom fugletårn, vandrestier, lange sandstrande og snescooterkørsel på Snæfellsjökull gletsjeren, som kun ligger 10 km væk, vejen er dog lukket i en stor del af året.
I nærvedliggende Hellissandur findes den højeste konstruktion i Vesteuropa, radiosenderen i Gufuskálar, der er 412 meter høj.